# Les Mesnils-sur-Madon
Ancienne commune de Meurthe-et-Moselle, la commune des Mesnils-sur-Madon a existé de 1971 à 1987. Elle a été créée en 1971 par la fusion des communes de Crantenoy, d'Ormes-et-Ville et de Vaudigny. En 1987 elle a été supprimée et les trois communes constituantes ont été rétablies.